# Постсередньовічна археологія

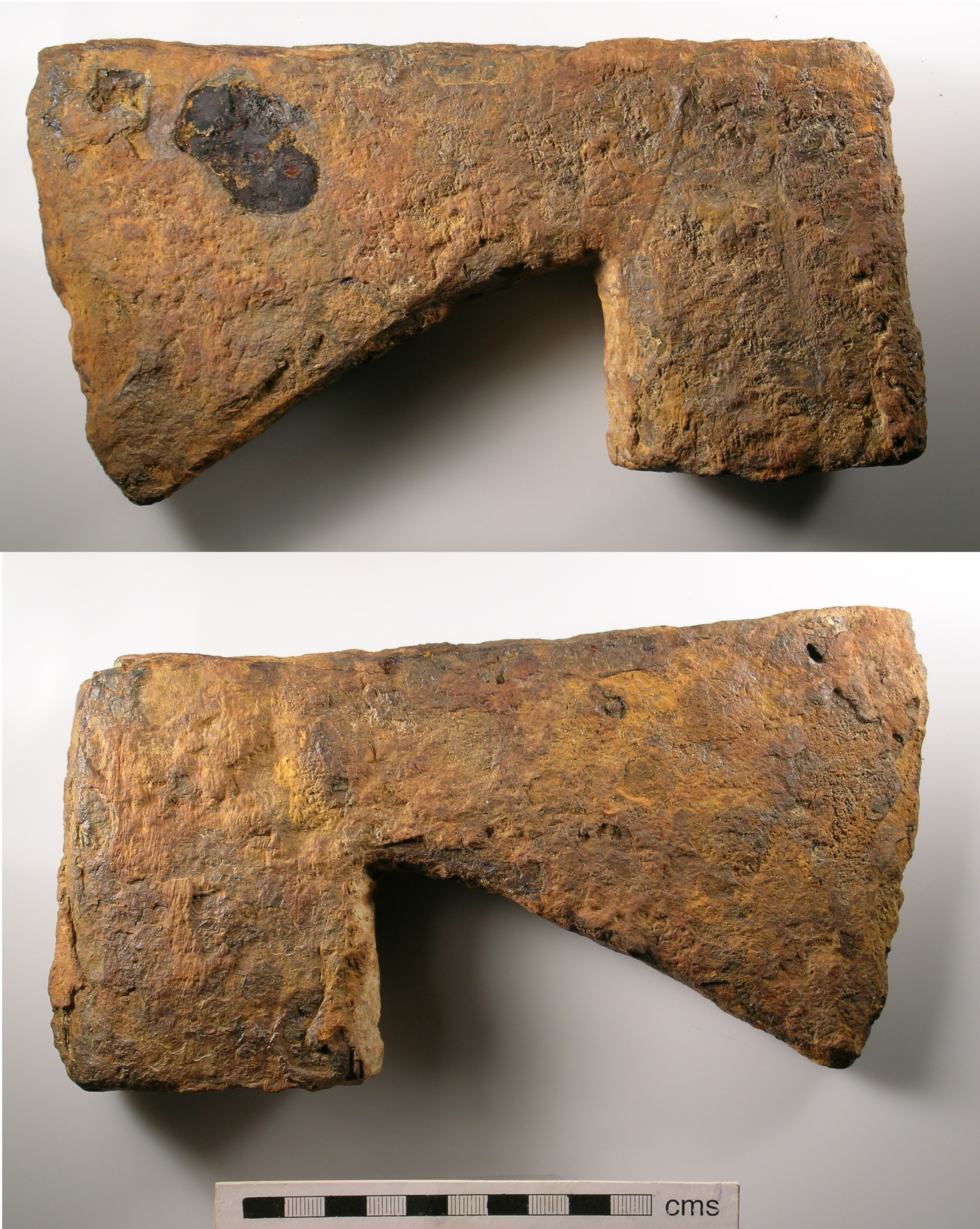
Постсередньовічний період, сокира (FindID 153446)

Постсередньовічна археологія — термін, який використовується в Європі для опису вивчення матеріального минулого за останні 500 років. Цю галузь також називають історичною археологією, цей термін походить із Північної Америки та поширений у країнах, які постраждали від європейського колоніалізму. Він тісно пов'язаний з промисловою археологією та сучасною археологією. Багато вчених виявили зв'язок між постсередньовічною та сучасною археологією, зокрема, у тому, як вчені можуть розглядати свої археологічні дослідження та застосовувати їх у власному сучасному контексті. Вивчення як постсередньовічної, так і сучасної археології також має вирішальне значення, щоб воно могло принести користь майбутньому археології, особливо тому, що вчені можуть застосовувати дослідження в більш пізні періоди з часом.
Спочатку постсередньовічна археологія не поширювала свої дослідження далі середини XVIII століття, хоча в результаті подальшої критики в цій галузі ця дата була відкинута, і Товариство постсередньовічної археології, провідне європейське професійне товариство цього періоду, тепер чітко розглядає свою сферу діяльності як «археологію постсередньовічного світу до сьогоднішнього дня і далі».
Поява післясередньовічної археології почалася в другій половині ХХ століття з вивчення переважно європейських культур, таких як Німеччина, Франція, Середземномор'я та Скандинавія. Це було зроблено після Другої світової війни, коли археологія була в основному зосереджена на багатших країнах Європи, таких як Угорщина, Чехословаччина та Польща. Відтоді відбулася поява у вивченні постсередньовічної археології, яка розширилася разом із розширенням доступу до освіти та різноманітних освітніх досліджень. Ця поява археології також розширила поле археологічних досліджень і дозволила продовжити дослідження в галузі археології.
Традиційною датою початку постсередньовічного періоду в Британії вважається 1485 рік, коли після битви при Босворті трон посіла династія Тюдорів. На практиці середньовічний період часто продовжують до правління монархів династії Тюдорів, і межа між цими двома епохами не є чіткою. Як і всі спроби чіткої періодизації археологічних даних, спроби встановити точну дату переходу приречені на те, що поточні та нові знахідки будуть поставлені під сумнів. Оскільки існує прагнення дізнатися більше про постсередньовічну археологію в Європі, існує додаткове прагнення дослідити постсередньовічну археологію в ширшому світі. Археологи та історики сподіваються розширити дослідження постсередньовічної археології, щоб допомогти краще дізнатися про спосіб життя після середньовіччя.
Враховуючи відносно потужні історичні записи, що йдуть поруч з археологічними, постсередньовічна археологія часто має сильні позиції для вивчення наслідків відомих соціальних і політичних змін. Безпосередність періоду означає, що він звертається до таких галузей, як генеалогія, а також до студентів соціальної історії.
Постсередньовічні місця включають Палац Нонсуч у графстві Суррей, Театр Роуз у Лондоні та форт Амгерст у Чатемі.

## Історія

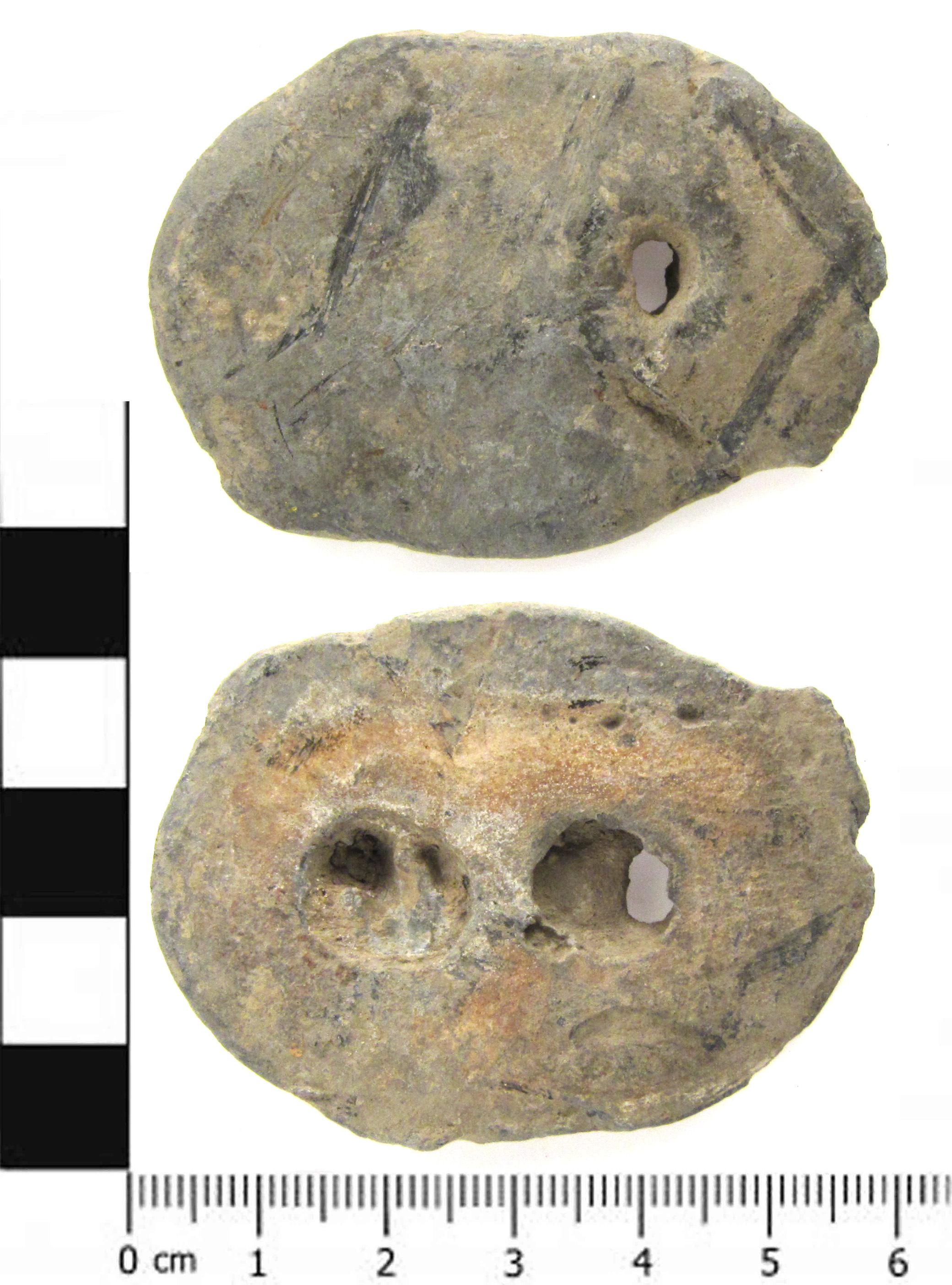
Постсередньовічний або сучасний артефакт, можливо, щиток для пальми (FindID 440571)

Поява постсередньовічної археології вперше була визнана в 1970-х роках в Європі. Раніше не було ніяких спеціальних досліджень, пов'язаних з цим археологічним терміном. Враховуючи, що до Другої світової війни використання археології не було представлено для вивчення історії та артефактів Європи. Поява терміну «постсередньовічна археологія» мала вирішальне значення для виявлення частин Європи, які не отримали повного визнання, і подальшого розширення історії цих європейських країн. Це також мало вирішальне значення для подальшого розширення знань про Європу, що сприяло б розвитку туристичних можливостей. На сьогоднішній день дослідження постсередньовічної археології продовжуються. Існує розширення того, як археологи беруть участь у різних практиках археології та як доступ до вивчення археології. У майбутньому вивчення постсередньовічної археології є постійною практикою, яку археологи прагнуть розкрити та пов'язати з різними археологічними дослідженнями. На початку вивчення постсередньовічної археології виникла проблема щодо того, як визначити предмет, і навіть став терміном, який був ізольованим у певних європейських середовищах. Це пов'язано з тим, що дослідження післясередньовічної археології можна розглядати як загальний термін у тому, як воно охоплює різні періоди історії. Однак важливо розпізнати предмет вивчення постсередньовічної археології та поставити під сумнів, як постсередньовічну археологію можна відобразити в загальному вигляді. Під час вивчення постсередньовічної археології стверджується, що її можна практикувати без письмових джерел, що вона в основному функціонує на фізичних великих артефактах. Як і вивчення історії, післясередньовічна археологія може отримати користь від використання письмових джерел. Крім того, вивчення постсередньовічної археології виходить за рамки простого вивчення артефактів. Корисно вивчати роль релігії та інші аспекти, які приносять користь археологам у кращому розумінні способу життя. У книзі під назвою «Археологія постсередньовічної релігії» автор прагне зрозуміти постсередньовічну релігію, яка може принести користь при вивченні інших факторів постсередньовічного життя, таких як роль статі та інших культурних аспектів. Більшість наукових статей про це вивчення археології можна зарахувати до Товариства постсередньовічної археології. Інший аспект постсередньовічної археології виявляє, що в археологічних підходах зосереджено увагу на новій перспективі. Це пов'язано з тим, як дискусії навколо сучасних археологічних питань впливають на краще оцінювання минулого і, таким чином, впливають на археологічні дослідження.

## Товариство постсередньовічної археології
Товариство постсередньовічної археології є постійним провідним товариством щодо вивчення історичної археології в постсередньовічний період. Це суспільство, яке виникло на основі Групи дослідження постсередньовічної кераміки, яка була заснована в 1960-х роках. З цим заснуванням відбулося поступове зростання їхнього впливу, однак на початку вони зазнали фінансових труднощів щодо друку наукових праць і статей. У 1970-х роках був період інфляції, який сильно вплинув на виробництво досліджень. Спочатку це товариство зосереджувалося на британській археології, але є бажання досліджувати археологію Європи в постсередньовічний період. У наш час розширення цього товариства зросло до вивчення постсередньовічної археології за межами Європи. Товариство видає журнал під назвою Post-Medieval Archaeology («Постсередньовічна археологія»), в якому архівуються всі типи постсередньовічної археології з усього світу. У наш час відбуваються додаткові дискусії щодо репутації та способу, в який суспільство прагне залучитись до цього дослідження археології. Це пов'язано з нещодавніми дискусіями про суспільство, включно з археологією, які ведуться до сьогоднішнього дня. Відповідь Товариства постсередньовічної археології показує, що воно включає всі археологічні дослідження в прагненні сприяти їхньому ентузіазму щодо вивчення археології.

## Внесок у сучасну археологію
Завдяки безперервним дослідженням постсередньовічної археології багато науковців, у тому числі члени Товариства постсередньовічної археології, виявили зв'язок між постсередньовічною та сучасною археологією. Оскільки відкриття пост-середньовічної археології з'явилося, існує зв'язок із сучасною археологією, оскільки вона заохочує археологів подивитися на своє теперішнє життя і те, як вони беруть участь у археологічних дослідженнях. Крім того, розвиток сучасної археології дозволив археологам і людям, які навчаються, мати можливість вивчити свій власний спосіб життя в теперішній момент. Термін «сучасна археологія» — це термін, який не відображає чіткості в тому, який період археології він досліджує. Згідно з журналом Post-Medieval Archaeology, він досліджує, що роль «сучасної» відсутня, оскільки існує конфлікт щодо того, як термін «сучасна» інтерпретується в археології. Досліджуючи цю дискусію про те, що вважати сучасним, науковці та археологи покладаються на громадські дослідження та соціальну підтримку основних напрямків археологічної діяльності. Сучасна археологія пов'язана з постсередньовічною археологією, оскільки вона ґрунтується на майбутньому вивчення археології. Завдяки різноманітним дослідженням, проведеним археологами, багато з них, у тому числі Гіларі Орандж, яка проводила дослідження штучного освітлення, у зв'язку зі своїми дослідженнями знайшли зв'язок між методами постсередньовічної та сучасної археології. Зрештою, обидва ці напрямки археології вивчаються на предмет майбутнього використання, що інтригує багатьох археологів і членів Товариства постсередньовічної археології. Крім того, в археології існують певні напрямки, які можуть встановити зв'язок між постсередньовічною та сучасною археологією. Однією з них є вивчення битв і конфліктів. Ці напрямки досліджень об'єднують обидва напрямки археології разом, а також забезпечують подальші дослідження, що проводяться науковцями та археологами. Сучасна археологія має вирішальне значення через вивчення міської археології, оскільки вона сприяє розумінню динаміки матеріалу в минулих умовах життя. Таким чином, цю інформацію можна пов'язати з нашим власним способом життя та сприяти подальшому дослідженню археології.

## Постсередньовічна археологія в різних культурах

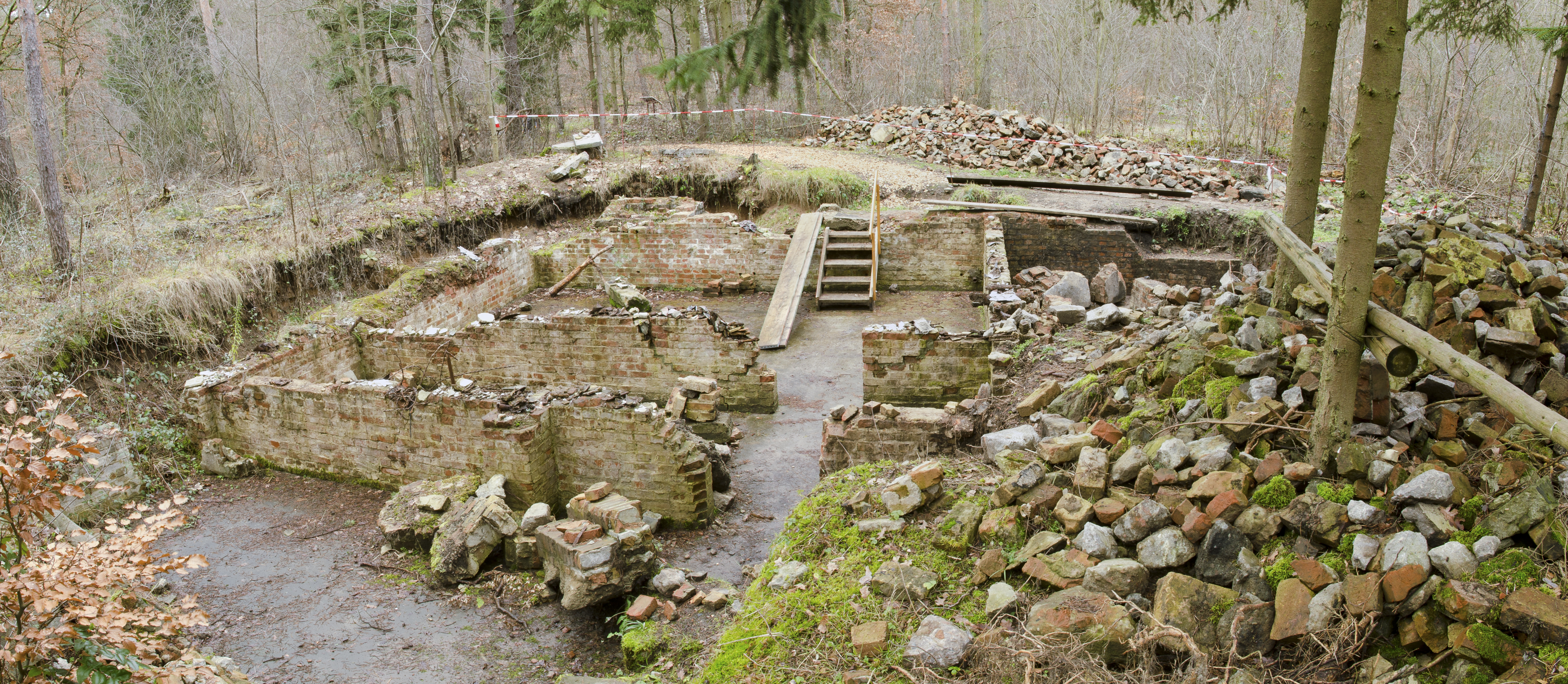
Колишній підвал кухонного бараку — нацистський трудовий табір Вальдорф — аеропорт Франкфурта — Цюблін — Колишній підвал кухонного бараку — підтабір Вальдорф — аеропорт Франкфурта — 05b

Вивчення постсередньовічної археології спочатку використовувалося для дослідження європейських культур після середньовічного періоду. Хоча постсередньовічна археологія посідає важливе місце у вивченні археології в Європі, існує потреба заглибитися у вивчення археології в інших частинах світу.

### Німеччина
Постсередньовічна археологія Німеччини може бути пов'язана з дослідженням Другої світової війни в нацистській Німеччині, оскільки це предмет постійного вивчення та дослідження. Вивчення постсередньовічної археології може бути використане для дослідження археології нацистської Німеччини у зв'язку з населенням і людською діяльністю нацистського регіону в період до та під час Другої світової війни. Крім того, дослідження постсередньовічної археології привело до нових знахідок для артефактів, які походять з постсередньовічного періоду. Такі аспекти, як християнські поховання, вважалися важливими артефактами в цей період, хоча це супроводжувалося власними ускладненнями, воно викликало дослідження могильників у Німеччині.

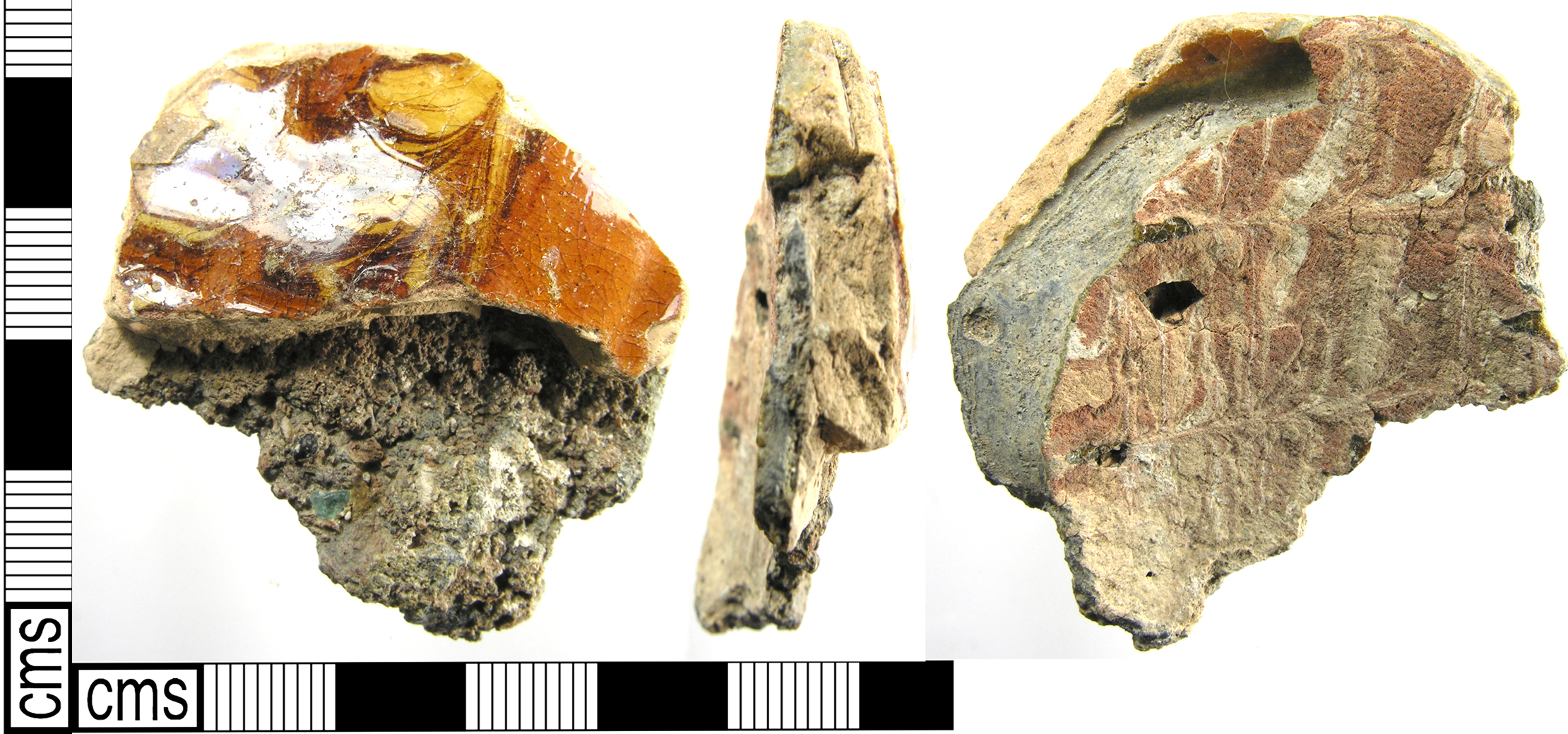
Фрагмент післясередньовічної глиняної посудини, ймовірно, місцевої версії північноіталійського накладного посуду 1640-х років. (FindID 279105)

### Італія
Постсередньовічна археологія Італії вперше була досліджена в 1960-х і 1970-х роках для дослідження археологічних доказів. Згодом зросло прагнення вивчати не лише постсередньовічну археологію, але й сільську археологію, особливо в міських частинах Італії. Завдяки постсередньовічній археології археологи знайшли багато артефактів, які можна віднести до цього періоду дослідження. Крім того, постсередньовічна археологія мала екологічну спрямованість, що вплинуло на способи вивчення землекористування в цей період.

### Франція

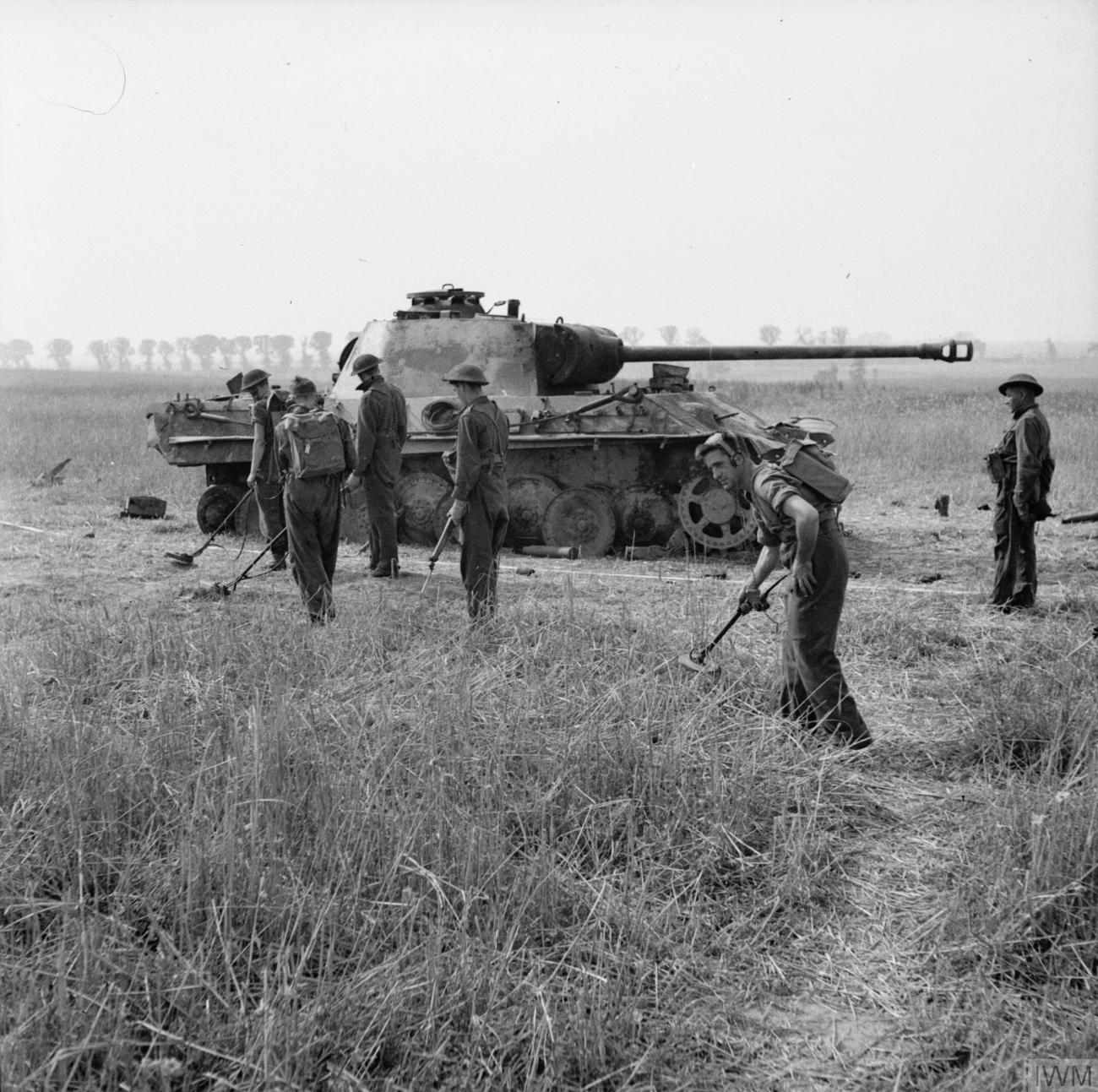
Британська армія в Нормандській кампанії 1944 B8573

Постсередньовічна археологія Франції є обширною щодо величезної історії Франції. Як і загальне захоплення археологією, вивчення постсередньовічної археології у Франції почалося наприкінці 1960-х років. Французька пост-середньовічна археологія може поширюватися аж до Другої світової війни, з кампаніями, включно з операцією «Оверлорд», під час якої археологи вивчають як поле битви та його артефакти, так і урбанізацію того періоду. Крім того, використання постсередньовічної археології у Франції може бути розширене на основі колоніалізму. Існують французькі археологічні пам'ятки, які виходять за межі Франції, наприклад форти Сен-Луї та замки в Канаді, що дозволяє археологам досліджувати розширення Франції та те, що називають «новою Францією». Завдяки вивченню післясередньовічної археології у Франції її можна пов'язати з канадською археологією через експансію Франції в Канаді. Велику кількість археологічних досліджень було проведено на цих археологічних об'єктах, таких як фортеця Луїсбург та інші міські маєтки в Канаді після того, як Франція заявила про свої права на територію. Завдяки цій інформації він розширює знання про постсередньовічну археологію та віддаляє її від зосередженості в основному на Європі та більшої експансії в усьому світі.

### Португалія

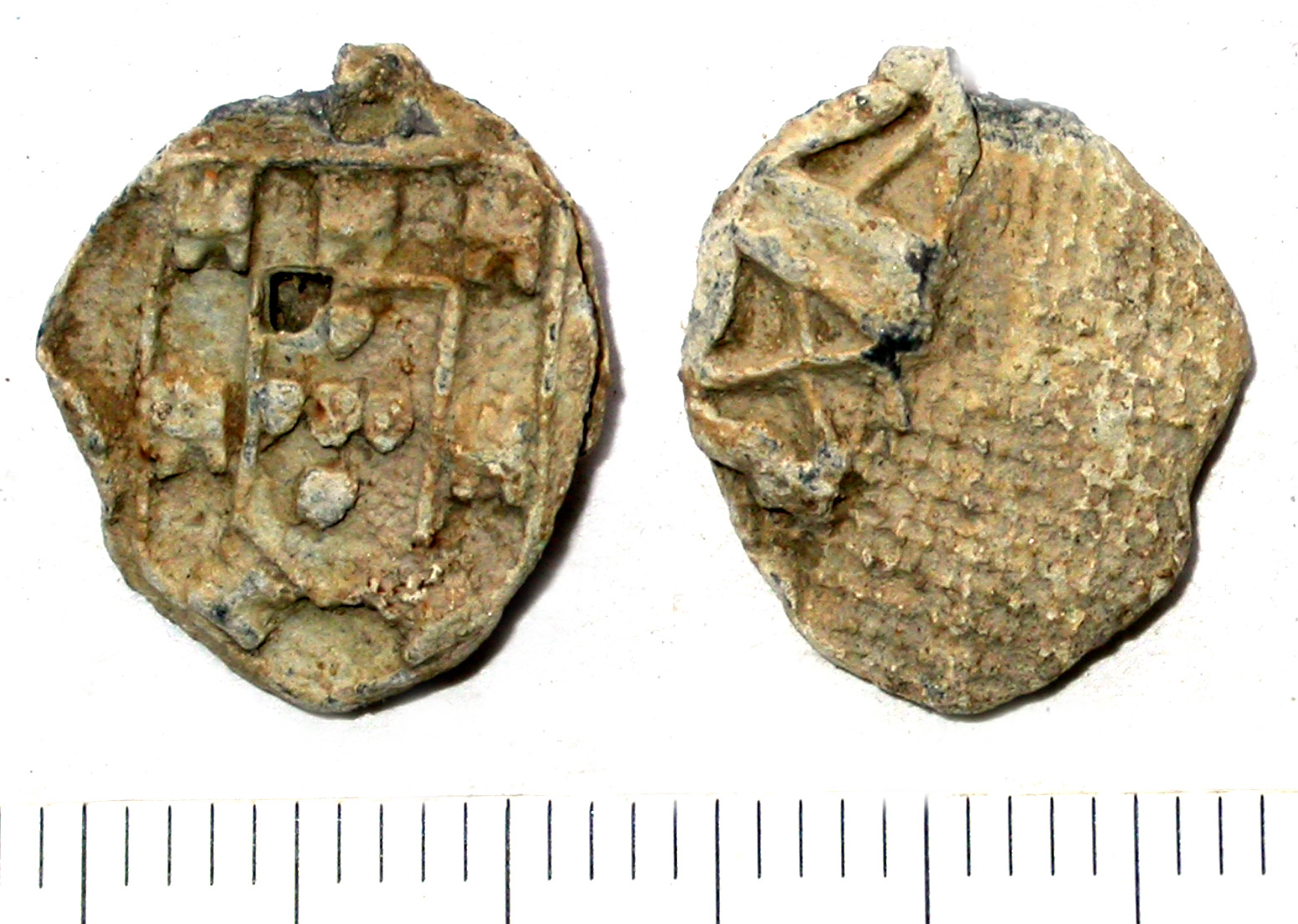
Постсередньовічна португальська тканинна печатка (FindID 235456)

Вивчення постсередньовічної археології в Португалії почалося в 1980-х роках, але пройшов деякий час, перш ніж її визнали науковою галуззю археологічних досліджень. Постсередньовічна археологія Португалії переважно зосереджена на періодах між XVI і XVIII століттями. Він також відомий своїми різними артефактами, які були знайдені, багато з яких, здається, були імпортовані з місць за межами Португалії. Великим фактором, що стосувався постсередньовічної археології Португалії, стала Революція гвоздик, під час якої португальці стали більше заінтриговані своєю культурою та міською археологією. Слідом за цим існували певні закони, які дозволяли археологічні дослідження, а також будівельні роботи, що продемонструвало недолік у дослідженні, оскільки багато археологів, здавалося, не мали досвіду в історії середньовіччя або після середньовіччя. Помітні чинники постсередньовічної археології в Португалії включають численні місця в Лісабоні. Це включає в себе залишки будівель, які з'явилися внаслідок Лісабонського землетрусу 1775 року. Постсередньовічна археологія Португалії також виходить за межі самої Португалії. Відкриття португальської кераміки досліджувалося в Саутгемптоні, Англія. Цей артефакт із посуду типу «Мерида» був представлений у збірці в Саутгемптоні. Хоча немає точних датувань, вважається, що ці імпорти до Англії почалися в ХІІІ столітті та розширилися протягом пост-середньовічного періоду.